# Vassacher See
Der Vassacher See liegt im Norden am Rand der Stadt Villach im österreichischen Bundesland Kärnten. 

## Lage
Nordwestlich des Vassacher Sees liegt der Oswaldiberg, östlich des Sees der Kumitzberg. In seiner Nähe bilden hochrangige Straßen ein T. Die Fläche des halbrund-runden Sees beträgt 4,43 ha, seine maximale Tiefe 10,2 m. Er liegt auf einer Seehöhe von 521 m ü. A. und hat ein Einzugsgebiet von 1,5 km².

## Geschichte
Das Becken des Vassacher Sees entstand, als beim Rückzug der Gletscher in diesem Gebiet eine Toteis-Scholle zurückblieb. Umgeben ist es von Sand- und Schottermassen der Drau, die durch Erosionsprozesse nach der Vergletscherung dem Altkristallin der Ostalpen aufgelagert wurden.

## Biotop
Der See ist in der Regel mäßig eutroph. Da er aber nur schwach durchflossen wird, reagiert er empfindlich auf Umweltbelastungen. Die Ufer fallen steil ab und sind meist naturbelassen. Es hat sich ein Gürtel aus Schilf und Großseggen gebildet, dem sich Pfeifengraswiesen, sowie Schwarzerlen und Föhren anschließen. Am Ostufer befindet sich ein Nadelwald, am Westufer ein Campingplatz. Der Wasserzufluss erfolgt zum großen Teil über das Grundwasser. Der Abfluss erfolgt durch einen Bach im Süden, der nach kurzer Strecke in den Leonharder See mündet. Der Vassacher See und seine Umgebung sind seit 1970 Landschaftsschutzgebiet mit einer Größe von 30 ha.
An manchen Tagen gibt es im See viele abgerissene Schlingpflanzen, die beim Schwimmen im See störend sind. Im Volksmund werden sie fälschlich als Algen bezeichnet. 
Zur Fauna des Sees zählen vor allem Karpfen und Schleien, die auch geangelt werden. Der Sonnenbarsch hat sich, wohl durch Aquarienbesitzer eingeschleppt, stark vermehrt. Im See kommen auch Sumpfkrebse vor.

## Naherholung
Der Vassacher See ist Eigentum der Gemeinde Villach und der Öffentlichkeit unentgeltlich zugänglich. Er wird im Sommer als Badesee und im Winter zum Schlittschuhlaufen genutzt.

## Wasserrettung
Seit Sommer 2004 gibt es am Vassacher See einen Wasserrettungsstützpunkt der Österreichischen Wasserrettung (ÖWR) Villach.
Der Stützpunkt wurde im Frühjahr 2006 direkt an die Badewiese verlagert und am 14. Juli 2006 feierlich eröffnet.